# Spencer Smith (triatleta)
Spencer Smith (1973) è un triatleta britannico.

## Carriera
Si mette in mostra sin da giovanissimo vincendo i campionati mondiali junior del 1992 di Huntsville. Nello stesso anno ha vinto i campionati europei, categoria Élite uomini di Lommel.
L'anno successivo si ripete ai mondiali di Manchester, stavolta categoria Élite, vincendo sul connazionale nonché rivale Simon Lessing.
Nel 1994 bissa il successo al mondiale di triathlon di Wellington.
Nel 1996 ai campionati del mondo di triathlon Long Distance di Muncie (Illinois) arriva terzo. 
Nel 1997 si aggiudica per la seconda volta il titolo di campione europeo di triathlon a Vuokatti in Finlandia.
Ha vinto, inoltre, l'Ironman Florida nel 2001 e l'Ironman Brasile nel 2002.

## Titoli
- Campione del mondo di triathlon (Élite) - 1993, 1994
- Campione del mondo di triathlon (Junior) - 1992
- Campione europeo di triathlon (Élite) - 1992, 1997
- Campione europeo di duathlon (Élite) - 1992
- Ironman Brasile - 2002
- Ironman Florida - 2001